# 氟化亚铊
氟化亚铊是一种无机化合物，化学式TlF。它是坚硬的白色斜方晶体，在湿空气中略微潮解，但在干燥空气中回复为无水物。由于Tl+上的6s2惰性电子对效应，它具有扭曲的氯化钠（岩盐）晶体结构。
氟化亚铊易溶于水，这点与其它卤化亚铊的难溶不同。

## 反应
氟化亚铊可以由碳酸亚铊和氢氟酸化合而成。
在928 K（655 °C）下，TlF分解成其组成元素：
{\displaystyle \mathrm {2\ TlF\rightarrow 2\ Tl+F_{2}} }